# Super Smash Bros. para Nintendo 3DS y Wii U
Super Smash Bros. for Nintendo 3DS  (大乱闘スマッシュブラザーズｆｏｒＮｉｎｔｅｎｄｏ３ＤＳ  Dairantō Sumasshu Burazāzu fō Nintendō Surī Dī Esu?) y Super Smash Bros. for Wii U ( 大乱闘スマッシュブラザーズｆｏｒＷｉｉＵ Dairantō Sumasshu Burazāzu fō Wī Yū?), también denominado como Super Smash Bros. 4, es un videojuego de lucha desarrollado por HAL Laboratory en conjunto con Sora Ltd. y Bandai Namco Games y publicado por Nintendo. Fue anunciado por primera vez en el Electronic Entertainment Expo 2011. Al igual que sus predecesores, se caracteriza por el sistema de juego, el cual consiste en echar al oponente fuera del escenario, y en lugar de una barra de vida contamos con un medidor de porcentaje, el cual indica cuanto daño ha recibido el oponente, y a más daño, más fácil será echar al oponente fuera del escenario, a diferencia de un sistema de juego de pelea tradicional donde se debe noquear al oponente vaciando su barra de vida.
El juego ha sido publicado para Nintendo 3DS y Nintendo Wii U. El director y creador Masahiro Sakurai mencionó en la sesión de demos del E3 que ambas versiones tendrán el mismo plantel de personajes sin embargo, los escenarios sí variarán dependiendo de la versión.
Para la versión de 3DS, Sakurai quería una experiencia más "individual" y "personalizable" donde, hipotéticamente, el jugador podría utilizar un personaje personalizado y tener la opción de subirlo a la versión de Wii U.
En 2018, Masahiro Sakurai anunció una nueva entrega de la saga, dicha entrega saldría para la nueva consola que la empresa había anunciado.

## Sistema de juego

### Smash
El juego cuenta con el modo Smash, un modo de partida rápida de dos a cuatro jugadores, que pueden ser controlados por la CPU. Este modo cuenta con varias opciones, las cuales son:

### Tiempo
Noquea al mayor número de rivales posible dentro del límite de tiempo. Cada vez que noquees a un enemigo obtendrás un punto (+1). Si te noquean o te caes del escenario aposta (autodestrucción) perderás un punto (-1). Si dos o más jugadores empatan cuando se acabe el tiempo, disputarán un combate a muerte súbita en el que todos los participantes iniciarán con un 300% de daño.

### Vidas
No importa cuántas veces noquees a tus adversarios, lo importante es que seas el último participante que quede en pie. Comenzarás con una cantidad predeterminada de vidas que irás perdiendo una a una cada vez que te noqueen. Si tu número de vidas llega a ser cero, quedarás fuera de combate.

### Monedas
Esta regla solo está disponible para la versión de Wii U. El jugador que reúna la mayor cantidad de monedas dentro del límite de tiempo obtendrá la victoria. Golpea a enemigos para que suelten monedas y recógelas. Perderás algunas monedas si te noquean.

### Smash especial
El Smash especial solo está disponible en la versión para Wii U. En este modo puedes elegir entre varias reglas para participar en un combate Smash. Puedes hacer que haya combates por energía, equipar a los luchadores con accesorios o hacerlos moverse rápidamente, entre otras cosas.
El Smash especial no está disponible para los combates en línea.
Además, en la versión de Wii U hay un nuevo modo llamado Smash para 8, en el cual pueden jugar 8 jugadores simultáneamente con cualquiera de los controles disponibles (Gamepad, Wii U Pro Controller, mando de Gamecube+adaptador, etc.).

### Smashventura
Es un modo exclusivo para la versión de Nintendo 3DS, aquí los jugadores se mueven y derrotan enemigos (de manera similar al modo aventura de Super Smash Bros. Melee y el Emisario Subespacial de Super Smash  Bros. Brawl) mientras ganan habilidades que van soltando estos cuando los derrotas o también se encuentran en cofres, con un límite de tiempo de 5 minutos,  al final los jugadores deben enfrentarse al reto (luchar, correr, saltar, etc) para ver quien obtiene el primer lugar.

### Mundo Smash
Es un modo exclusivo para la versión de Wii U, aquí se debe elegir un Mii y se deben mover en un tablero para ganar habilidades en las casillas, derrotando enemigos y jefes, cuando los miis se topen deben pelear con los peleadores que hayan adquirido en el tablero, se puede elegir entre usar al peleador o que sea controlado por un CPU, quien pierda perderá su peleador y será arrojado a otra casilla, después del último turno se podrá pelear con los peleadores adquiridos y ganar premios si se gana.

### Modo Clásico
Este modo se encuentra en "juegos y demás", en la versión de 3DS debes elegir el camino que tu peleador debe seguir y encontrarte con tu oponente, para en la ronda final enfrentarte a Master Hand y Crazy Hand (dependiendo la dificultad y el camino que se elija), en la versión de Wii U debes mover el trofeo de tu peleador hacia un trofeo oponente y pelear, de vez en cuando aparecerá un peleador más fuerte reemplazando al que elegiste, por ejemplo, uno gigante o uno de metal, al final, Master Hand aparecerá junto a Crazy Hand (dependiendo la dificultad), si no hay continuaciones, puedes llevarte todos tus premios.

### Retos a la carta
Aquí aparecen los retos Crazy Hand, en el cual tendrás que pelear con muchos peleadores por turnos y ganar premios, al final, enfrentas a Crazy Hand (y Master Hand, dependiendo los turnos sobreviviendo), si pierdes, perderás muchos premios, también están los retos Master Hand, con la excepción de que no enfrentas a Master Hand y puedes retirarte cuando quieras, para retos Crazy Hand hay que pagar 5000G aunque también puedes usar Entradas para Retos Crazy Hand, también hay que pagar en Retos Master Hand.

### Leyendas de la Lucha
Es un modo ya presente en Melee y Brawl, se debe luchar con todos los peleadores en cierto orden con cierto número de objetos para recuperarse. Dependiendo el modo seleccionado y no fallar la vida, si la pierdes será el fin del juego.

### Eventos
Un modo ya presente en Melee y Brawl, se debe superar los desafíos que contienen objetivos específicos, con algo para darle dificultad, para rutas secretas se deben desbloquear personajes.

### Estadio
Aquí aparecen los minijuegos "Béisbol Smash" y "Bomba Smash", además del modo asalto en el que se debe pelear con el equipo Mii, ya presente en Melee y Brawl, donde se debía pelear contra numerosos modelos 3D wireframe de lucha y los aliados, respectivamente.

### Clásicos
En este modo, se pueden jugar demos de títulos clásicos de consolas de Nintendo, por un tiempo limitado. Solo está disponible para la versión de Wii U. Los clásicos abarcan títulos de NES, SNES y Game Boy. 
| Título                                       | Plataforma |
| -------------------------------------------- | ---------- |
| Wrecking Crew                                | NES        |
| Super Mario Bros.                            | NES        |
| Balloon Fight                                | NES        |
| Metroid                                      | NES        |
| Kid Icarus                                   | NES        |
| The Legend Of Zelda                          | NES        |
| Donkey Kong                                  | Arcade/NES |
| Zelda II: The adventure of Link              | NES        |
| Mega Man 2                                   | NES        |
| Super Mario World                            | SNES       |
| F-Zero                                       | SNES       |
| Pilotwings                                   | SNES       |
| Kirby´s Dream Land                           | Game Boy   |
| Super Mario Kart                             | SNES       |
| Super Mario Bros: The Lost Levels            | NES        |
| Pac-Man                                      | NES        |
| Super Metroid                                | SNES       |
| Kirby Super Star                             | SNES       |
| Fire Emblem: Ankoku Ryu to hikari no tsuguri | NES        |
| Punch-Out!! Featuring Mr. Dream              | NES        |
| Dr. Mario                                    | NES        |
| Earthbound                                   | SNES       |
| Kirby´s Adventure                            | NES        |
| Mario & Yoshi                                | SNES       |

### Cazatesoros
Este modo se encuentra en trofeos, es un modo en el que hay que destruir bloques hasta llegar a fiebre y obtener trofeos, piezas personalizables y dinero, se necesita pagar para poner tiempo.

### Internet
En este modo se conecta a Nintendo Network para luchar "Por diversión", "Por la fama" y "Conquista" con jugadores de diferentes lugares.

## Personajes

### Personajes iniciales
El juego consta de 56 personajes los cuales 39 iniciales (43 en la versión de Wii U), 12 secretos (8 en la versión de Wii U) y 7 descargables.
| Personaje                           | Serie                              |
| ----------------------------------- | ---------------------------------- |
| Mario                               | Super Mario Bros.                  |
| Luigi                               | Super Mario Bros.                  |
| Peach                               | Super Mario Bros.                  |
| Bowser                              | Super Mario Bros.                  |
| Yoshi                               | Super Mario Bros. / Yoshi´s Island |
| Estela Y Destello                   | Super Mario Galaxy                 |
| Bowsy/Koopalings (inicial en Wii U) | Super Mario Bros.                  |
| Wario                               | WarioWare                          |
| Donkey Kong                         | Donkey Kong                        |
| Diddy Kong                          | Donkey Kong                        |
| Mr. Game & Watch                    | Game & Watch                       |
| Little Mac                          | Punch-Out!!                        |
| Link                                | The Legend of Zelda                |
| Zelda                               | The Legend of Zelda                |
| Sheik                               | The Legend of Zelda                |
| Ganondorf (inicial en Wii U)        | The Legend of Zelda                |
| Toon Link                           | The Legend of Zelda                |
| Samus Aran                          | Metroid                            |
| Samus Zero                          | Metroid                            |
| Pit                                 | Kid Icarus                         |
| Palutena                            | Kid Icarus                         |
| Marth                               | Fire Emblem                        |
| Ike                                 | Fire Emblem                        |
| Daraen                              | Fire Emblem                        |
| Dúo Duck Hunt                       | Duck Hunt                          |
| Kirby                               | Kirby                              |
| Rey Dedede                          | Kirby                              |
| Meta Knight                         | Kirby                              |
| Fox                                 | Star Fox                           |
| Falco                               | Star Fox                           |
| Pikachu                             | Pokémon                            |
| Charizard                           | Pokémon                            |
| Lucario                             | Pokémon                            |
| Jigglypuff (inicial en Wii U)       | Pokémon                            |
| Greninja                            | Pokémon                            |
| R.O.B.                              | R.O.B.                             |
| Ness (inicial en Wii U)             | EarthBound (Mother)                |
| Captain Falcon                      | F-Zero                             |
| Aldeano                             | Animal Crossing                    |
| Olimar/Alph                         | Pikmin                             |
| Entrenador/a de Wii Fit             | Wii Fit                            |
| Shulk                               | Xenoblade Chronicles               |
| Dr. Mario                           | Dr. Mario                          |
| Pit Sombrío                         | Kid Icarus                         |
| Lucina                              | Fire Emblem                        |
| Pac-Man                             | Pac-Man                            |
| Mega Man                            | Mega Man                           |
| Sonic                               | Sonic the Hedgehog                 |
| Mii (Peleador/Espadachin/Tirador)   | Super Smash Bros.                  |

- Los nombres en Negritas indican que son personajes secretos.

- Alph y los Koopalings son trajes de Olimar y Bowsy respectivamente, sus movimientos no cambian en absoluto.

### Personajes DLC
Los siguientes personajes fueron añadidos al juego como contenido descargable de pago:
| Personaje | Serie          |
| --------- | -------------- |
| Mewtwo    | Pokémon        |
| Lucas     | Earthbound     |
| Roy       | Fire Emblem    |
| Ryu       | Street Fighter |
| Cloud     | Final Fantasy  |
| Corrin    | Fire Emblem    |
| Bayonetta | Bayonetta      |

Mewtwo fue confirmado como DLC, ha salido el 15 de abril de 2015 gracias a una promoción del Club Nintendo, que permitirá a aquellos que hayan comprado y registrado los juegos de 3DS y Wii U, podrán tener a Mewtwo gratis, en un directo se aclaró que podrían comprar a Mewtwo. Apenas el estreno del personaje Mewtwo se dio conocer el tráiler de Lucas para junio del 2015. Igualmente se confirmó el Smash Bros. Fighter Ballot, un sitio web en donde fanes prodrán enviar votos para que el personaje que ellos quieran, pueda ser añadido luego como DLC, el sitio cerro el 3 de octubre del 2015.
El día 14 de junio aparte de Lucas; Roy y Ryu fueron confirmados y lanzados como nuevos personajes DLC justo al acabar la emisión del Smash Bros Direct. 
Durante el Direct realizado durante 12 de noviembre de 2015, al terminar, se confirmó a Cloud Strife de la saga Final Fantasy.
En el Direct final del juego del 15 de diciembre de 2015 se confirmó que Corrin de Fire Emblem Fates formará parte de la plantilla de personajes. Más tarde también fue confirmada Bayonetta, el último personaje del juego, además se indicó que fue la ganadora del Smash Ballot debido a que fue número 1 en las listas de Europa y estar dentro del top 5 dentro de América. Al igual que Corrin, los personajes serían adquiridos a partir del 3 de febrero del 2016.
El 27 de marzo de 2023 con el cierre de Nintendo eShop tanto en Wii U como en Nintendo 3DS, ya no es posible adquirir el contenido DLC.

### Personajes Descartados
En esta entrega hubo personajes que se pensaron incluir pero al final fueron rechazados, dicho por el mismo creador del juego, Masahiro Sakurai en la sección de la revista japonesa, Famitsu, o también por los datos del juego siendo descifrados:
- Ice Climbers: Esta pareja del clásico título de la NES, iban a regresar a esta entrega de Smash Bros., pero el juego en versión de Wii U, no presentaba ningún problema al ser emulado con 8 personajes simultáneamente, en caso contrario, la versión de 3DS, no podía emular a estos haciendo que el juego se congelara, por lo que el equipo no quería personajes exclusivos, así que a optó por descartarlos de esta entrega, un glitch en la versión de 3DS, al jugar con el Villager, se puede escuchar al público gritar: "¡Nana, Popo!", por lo que se descubrió que lo que quedó de ellos en el juego, fue un trofeo, canciones de las versiones anteriores del juego y su icono.

- Wolf: Este antagonista de Star Fox, iba a regresar a estas versiones, pero el equipo comenzó su desarrollo a media etapa del juego, por lo que no quisieron incluirlo debido a que ya eran muchos clones dentro del juego y no había más tiempo de desarrollo, quedando un trofeo y canciones de este personaje de la versión pasada, Brawl.

- Takamaru: Este personaje del juego, The Mysterious Murasame Castle, iba a ser un personaje seleccionable en las 2 versiones, pero Sakurai explica que esto no se concretó debido a que no había suficiente tiempo para el desarrollo de personajes planeados desde el principio, por lo que lo incluyó como ayudante y un trofeo.

- Piloto de Pilotwings: Sakurai tenía la idea de incluir a un personaje de Pilotwings, por lo que incluyó un escenario y canciones, pero este tenía poco tiempo para desarrollar un personaje que no tenía un modelo existente.

## Doblaje
Este es el segundo videojuego de Super Smash Bros con doblaje español y el primero para más personajes.
| Personaje              | Actor de voz      | Actor de voz      | Actor de voz           |
| Personaje              | Japonés           | Inglés            | Español                |
| Comentarista           | Xander Mobus      | Xander Mobus      | Carlos Lobo            |
| Lucario                | Daisuke Namikawa  | Sean Schemmel     | Carlos Lobo            |
| Entrenadora de Wii Fit | Hitomi Hirose     | October Moore     | Isabella Arevalo       |
| Entrenadora de Wii Fit | Hitomi Hirose     | Tania Emery       | Pilar Ortí             |
| Entrenador de Wii Fit  | Tomoyuki Higuchi  | Steve Heinke      | Horacio Mancilla       |
| Entrenador de Wii Fit  | Tomoyuki Higuchi  | Luke Smith        | Javier Fernández-Peña  |
| Sonic the Hedgehog     | Jun'ichi Kanemaru | Roger Craig Smith | Jonatán López          |
| Shadow the Hedgehog    | Kōji Yusa         | Kirk Thornton     | Manuel Gimeno          |
| Coros                  | ¿?                | ¿?                | Álex Hernández-Puertas |

## Jefes
En el juego hay diferentes jefes que aparecen en el escenario para dar dificutad al combate, también se deben derrotar en mundo smash para obtener habilidades.

### Ridley (Wii U)
Se encuentra en la Pirósfera, te ataca con un vuelo circular, fuego y arañazos. Al ser derrotado es sacado del escenario como los personajes normales. este jefe aparece solo en la versión de Wii U.

### Yellow Devil
Es un jefe que se encuentra en el castillo del Dr. Willy, únicamente se teletransporta y dispara con su ojo, al ser derrotado causa una explosión que daña al jugador.

### Rey de las Tinieblas (3DS)
Es un jefe que se encuentra en Rescate Mii, aparece por el escenario para luchar contra los jugadores, ocasionalmente al gritar proporciona una habilidad temporal a un jugador al azar (velocidad, aumento de ataque o aumento de defensa), al ser derrotado causa una explosión que daña al jugador.

### Cara Metálica (Wii U)
Es un jefe que se encuentra en las Llanuras de Gaur, como ataque inicial hace un vuelo circular, intenta aplastarte, dispara a jugadores lejanos y da arañazos a jugadores cercanos, al ser derrotado causa una explosión que daña al jugador.

### Master Hand
Es un jefe que se encuentra en el escenario Destino Final, se puede luchar con él en la senda del guerrero y en retos Crazy Hand (dependiendo de los turnos sobrevividos), ataca con las habilidades demostradas en juegos anteriores, por ejemplo, puede lanzar un láser de su dedo y estrujar al jugador, además tiene nuevas habilidades, por ejemplo, chasquea los dedos aturdiendo o lanzar al jugador y luego lanza plataformas que van subiendo hasta sacar al jugador del escenario o lanza una ráfaga de aire.

### Crazy Hand
Se encuentra en el mismo lugar que Master Hand, siendo su contraparte, se puede luchar con él en la senda del guerrero (dependiendo de la dificultad) y en retos Crazy Hand, al igual que Master Hand ataca con habilidades que usó en apariciones anteriores, por ejemplo, tirar bombas con sus dedos y caminar como araña, también tiene habilidades nuevas, siendo ahora capaz de clavar agujas en el suelo y destrozar una parte de la pantalla, absorbiendo al jugador.

### Master Core
Es un jefe exclusivo para la senda del guerrero (dependiendo la dificultad), después de quitarle algo de energía a Master Hand y Crazy Hand, Crazy Hand desaparece y de Master Hand sale bruma negra que se convierte en un gran coloso, un cuadrúpedo, una combinación de 4 dagas y un sable, una réplica poderosa del peleador controlado, en una fortaleza con 4 núcleos y finalmente, en un orbe que hay que sacar del escenario para ganar, pero si recibe cierta cantidad de daño, levita y se autodestruye causando un poderoso impacto.

## Escenarios
El juego consta de un total de 84 escenarios considerando ambas versiones por separado, los escenarios que ambas versiones comparten y los escenarios descargables gratuitos y pagables.
La versión para Wii U tiene en total 55 Escenarios, dentro de estos, 41 iniciales, 6 desbloqueables y 8 de paga. Cuenta con escenarios basados en juegos de consolas de sobremesa (NES, SNES, Nintendo 64, Gamecube, Wii o la misma Wii U). además de poseer escenarios de las anteriores franquicias de Super Smash Bros. Además contiene escenarios antiguos con modificaciones, este es el caso del escenario Zona Extraplana X el cual es una fusión entre sus predecesoras de la franquicia o el templo de The Legend of Zelda el cual actualizó sus gráficas.
En cuanto a la versión de 3DS, tiene un total de 42 escenarios, 27 iniciales 7 desbloqueables, y 7 de paga. A diferencia de los escenarios de la versión de Wii U, en la versión de 3DS además de encontramos escenarios antes vistos en la saga, también hay escenarios provenientes de juegos de la línea Nintendo DS/3DS y Game Boy como The Legend of Zelda: Spirit Tracks, New Super Mario Bros. 2, Pokémon X e Y, Kirby's Dream Land, Fire Emblem: Awakening, Nintendogs entre otros.

### Wii U
| Escenario                      | Juego de origen                        |
| ------------------------------ | -------------------------------------- |
| Gran Campo de Batalla          | Super Smash Bros.                      |
| Miiverse                       | Miiverse                               |
| Sala de Wii Fit                | Wii Fit                                |
| Vergel de la esperanza         | Pikmin 3                               |
| Pilotwings                     | Pilotwings                             |
| Pirosfera                      | Metroid: Other M                       |
| Zona Windy Hill                | Sonic Lost World                       |
| Galaxia de Mario               | Super Mario Galaxy                     |
| Templo de Palutena             | Kid Icarus: Uprising                   |
| Liga Pokémon de Kalos          | Pokémon X e Y                          |
| Reino Champiñón U              | New Super Mario Bros. U                |
| Coliseo                        | Fire Emblem                            |
| El Gran Ataque de las Cavernas | Kirby                                  |
| Pac-Land                       | Pac-Man                                |
| Estación espacial              | Star Fox: Assault                      |
| Gamer                          | Game & Wario                           |
| Reino de la lana               | Yoshi´s Woolly World                   |
| Islas Wuhu                     | Wii Sports                             |
| Zona Extraplana X              | Game & Watch                           |
| Jungla Escandalosa             | Donkey Kong Country Returns            |
| Circuito Mario                 | Mario Kart 8                           |
| Altárea                        | The Legend of Zelda: Skyward Sword     |
| Wrecking Crew                  | Wrecking Crew                          |
| Selva Kongo (64)               | Donkey Kong Country                    |
| Templo (Melee)                 | The Legend of Zelda                    |
| Isla de Yoshi (Melee)          | Super Mario World                      |
| Onett (Melee)                  | EarthBound                             |
| Circuito Mario (Brawl)         | Mario Kart                             |
| Ciudad Delfino (Brawl)         | Super Mario Sunshine                   |
| Circuito Mario (Brawl)         | Mario Kart                             |
| Mansion Luigi (Brawl)          | Luigi's Mansion                        |
| Gran Puente de Eldin (Brawl)   | The Legend of Zelda: Twilight Princess |
| Norfair (Brawl)                | Metroid                                |
| Port Town Aero Dive (Brawl)    | F-Zero                                 |
| Hal Abarda (Brawl)             | Kirby                                  |
| Sistema Lylat (Brawl)          | Star Fox                               |
| Estadio Pokémon 2 (Brawl)      | Pokémon                                |
| Castillo Asediado (Brawl)      | Fire Emblem                            |
| Reino del cielo (Brawl)        | Kid Icarus                             |
| Pueblo Smash (Brawl)           | Animal Crossing                        |
| 75 M (Brawl)                   | Donkey Kong                            |

### Nintendo 3DS
| Escenario                 | Juego de origen                         |
| ------------------------- | --------------------------------------- |
| Gerudo Valley             | The Legend of Zelda: Ocarina of Time 3D |
| Tren de los Dioses        | The Legend of Zelda: Spirit Tracks      |
| Casa rural                | Nintendogs                              |
| Rescate Mii               | Plaza Mii de Street Pass                |
| Coliseo de Regna Ferox    | Fire Emblem: Awakening                  |
| 3D Land                   | Super Mario 3D Land                     |
| Bosque Génesis            | Kid Icarus: Uprising                    |
| Isla Tórtimer             | Animal Crossing: New Leaf               |
| Senda Arco Iris           | Mario Kart 7                            |
| Torre Prisma              | Pokémon X e Y                           |
| Balloon Fight             | Balloon Fight                           |
| Pradera Monetaria         | New Super Mario Bros. 2                 |
| Laberinto                 | Pac-Man                                 |
| Tomodachi Life            | Tomodachi Life                          |
| Paper Mario               | Paper Mario: Sticker Star               |
| Palacio de N              | Pokémon Negro y Blanco                  |
| Dream Land                | Kirby                                   |
| PictoChat 2               | Nintendo DS                             |
| Mute City                 | F-Zero                                  |
| Magicant                  | EarthBound                              |
| Jungla Jocosa (Melee)     | Donkey Kong Country                     |
| Brinstar (Melee)          | Metroid                                 |
| Corneria (Melee)          | Star Fox                                |
| WarioWare (Brawl)         | WarioWare, Inc.: Mega Microgames!       |
| Reino Champiñón (Brawl)   | Super Mario Bros.                       |
| Zona Extraplana 2 (Brawl) | Game & Watch                            |
| Green Hill Zone (Brawl)   | Sonic the Hedgehog                      |
| Planeta Remoto (Brawl)    | Pikmin                                  |
| Yoshi's Island (Brawl)    | Yoshi's Island                          |

### Escenarios de ambas versiones
| Escenario             | Juego de origen                 |
| --------------------- | ------------------------------- |
| Campo de batalla      | Super Smash Bros.               |
| Cuadrilátero          | Punch-Out!! y Super Smash Bros. |
| Destino final         | Super Smash Bros.               |
| Castillo del Dr. Wily | Mega Man 2                      |
| Llanuras de Gaur      | Xenoblade Chronicles            |
| Duck Hunt             | Duck Hunt                       |

### Escenarios DLC
Al igual que los personajes, también han agregado nuevos escenarios en los que se acceden pagando en Nintendo Eshop, el 14 de junio del 2015, junto con los personajes de Lucas, Ryu y Roy, estuvo a la venta el escenario retro Dream Land del Super Smash Bros. para Nintendo 64 y el escenario Castillo de Suzaku cuyo este venia gratuito junto con la compra del personaje Ryu.
El 31 de julio del mismo año colocaron a la venta Castillo de Hyrule y el Castillo de Peach ambos también escenarios retro del Super Smash Bros. para Nintendo 64.
El 30 de septiembre del 2015 promocionando el juego, liberaron a la venta el escenario Super Mario Maker para ambas versiones y el escenario Barco Pirata proveniente del Super Smash Bros. Brawl solo para la Wii U.
En la última presentación del juego, declararon que al igual que Ryu, los escenarios Midgar y La torre de Umbra, vendrán gratuitos con sus respectivos personajes, o sea Bayonetta y Cloud.
Cabe destacar, que en el transcurso del año 2015 han aparecido nuevas actualizaciones junto con escenarios gratuitos, tal caso de la Wii U con el escenario Miiverse así también en el 3DS con el escenario de Duck Hunt.
| Escenario                                           | Juego de origen                      |
| --------------------------------------------------- | ------------------------------------ |
| Castillo de Suzaku                                  | Street Fighter II                    |
| Super Mario Maker                                   | Super Mario Maker                    |
| Midgar                                              | Final Fantasy VII                    |
| Torre de Umbra                                      | Bayonetta                            |
| Dream Land (64)                                     | Kirby's Dream Land                   |
| Castillo de Hyrule (64)                             | The Legend of Zelda: Ocarina of Time |
| Castillo de Peach (64)                              | Super Mario 64                       |
| Barco Pirata (Brawl) (solo en la versión de Wii U ) | The Legend of Zelda: The Wind Waker  |